# Таратанци
„Таратанци“  е българска културна организация, създадена през 2014 г., с активен принос за опазването на българския фолклор и нематериалното културно наследство на България.
Екипът на „Таратанци“ е създател на метод за визуално представяне на българското народно хоро чрез графични фигури от стъпките на хорото. На базата на този метод към 2023 г. са дигитализирани и съхранени за поколенията стъпките на над 130 български народни хора.

## История на организацията
През септември 2014 г. младежкият форум за социално предприемачество „Идеите – това сме ние“, организиран от сдружение „Обединени идеи за България“, среща група от 12 ентусиасти, обединени от общата задача в рамките на 3 дни да създадат идея за проект, който ще работи в полза на културата и изкуството в България. Екипът е мотивиран да превърне българските народни танци в атрактивно и забавно преживяване както за българи, така и за чужденци.
Момчета и момичета решават да тестват дали биха могли да „нарисуват“ стъпките на народно хоро в най-близкия парк и да поканят случайни минувачи да изиграят хорото, като следват очертанията. Подготвени са с розов и син тебешир – за ляв и десен крак. Номерират стъпките, за да е ясна и последователността на движенията. Хорото е нарисувано и играта започва. Всички в парка много се забавляват и си тръгват с нови танцови умения.
Така се ражда „Таратанци“ – организация, посветена на мисията да съхранява българските народни хора за поколенията чрез визуални графични фигури от стъпки. Един забавен и креативен подход, който впечатлява съвременния човек.
Така се стига до създаването на универсален танцов език , който представя българските народни хора чрез визуални изображения – фигури от стъпките на хорото. Тактовият размер на хорото пък е показан чрез вертикални линии във фона на стъпките, а цветовете на линиите са заимствани от българските фолклорни носии, характерни за региона, от който произхожда хорото.
Всяко хоро, нагледно представено танцовия метод на „Таратанци“ , има автентична и уникална форма.
През 2015 г. екипът се захваща със задачата да изобрази още няколко други хора́ чрез новосъздадения метод, за да си докаже, че той наистина работи. За тази цел вече ползват помощта на професионалист по български народни танци - Николай Корчев, създател на най-големия фолклорен клуб във Велико Търново – „Плетеница“. Така няколко месеца по-късно поставят основите на един универсален танцов „език“. За три години успяват да визуализират стъпките на 34 хора́, които представят в пътуващата изложба „Последвай стъпките“. За отрицателно време изложбата обикаля големите градове в България, няколко села и два пъти излиза в чужбина. В началото на 2018 г. изложбата получава покана за участие в белгийския фестивал „Balkan Trafik“ 2018 , а през 2019 г. е представена в парка пред Народния театър в София.
В България обаче има над 500 традиционни хора́, много от които се знаят и играят единствено от възрастни хора в малки и труднодостъпни населени места в страната. През лятото на 2022 г. екипът на Таратанци прави обиколка из всички етнографски области в страната и работи с местни танцови дейци, за да събере отпечатъци от стъпките на още 100 хора́, които впоследствие да визуализира графично. По време на обиколката събират и доста интересни фолклорни истории, които можете да чуете в подкаста „На раздумка“, достъпен за свободно слушане в Spotify.
А за да доближат хорото още повече до сърцето на съвременния човек, екипът създава мобилната игра с добавена реалност Taratanci*, с която ученето на хоро става по-лесно от всякога – просто насочвате телефона към земята и следвате стъпките, които се появяват по пода върху екрана на телефона ви.
Началната версия на играта включва четири хорá: Право, Ръка, Еленино и Граовско, но екипът на Таратанци работи за добавянето на още хорá в бъдеще. Закупуването на продукти от онлайн магазина на Таратанци, подпомага добавянето на нови хора́ в приложението, които да могат да се изучават и играат безплатно.
*Играта Taratanci е достъпна в Google Play Store за свободно теглене от устройства с Android 7 и нагоре, поддържащи функция за добавена реалност. 
Екипът използва методологията за реализирането на тиймбилдинг активности и детски работилници, като всяко събитие се основава на фолклорни изследвания и стимулира изобретателността и творчеството в процеса на игра.
През 2021 г. „Таратанци“ става носител на Европейската награда за културно наследство “Европа Ностра”.

## Награди и постижения
- Носител на Европейската награда за културно наследство „Европа Ностра” за 2021 г.
- Победител в конкурса „Големите малки” на в. „24 часа” през 2020 г.
- Победител в националния конкурс за предприемачи с бизнес идеи в областта на творческите индустрии – „Th13teen Arts“, етап от световното първенство „Creative Business Cup“[5] 2018
- Победител в националния етап на международната награда „Карл Велики“[6] 2018
- Отличие в проекта „40 до 40“ [7] – Класация на „Дарик радио“ за успели българи на възраст под 40 години
- Награда за проект в Дарителската програма на „Мото-Пфое“ за опазване на природното и културно наследство[8] 2016
- Финалист в конкурса „Финтрейд Бизнес Награди“[9] 2016
- Награда от конкурса за социални предприемачи „Rinker’s Challenge“ [10] 2015
- Победител в третото издание на форума „Идеите – това сме ние“ 2014